# Selección femenina de fútbol sub-17 de Francia
La selección femenina de fútbol sub-17 de Francia es el equipo representativo de dicho país en las competiciones oficiales. Su organización está a cargo de la Federación Francesa de Fútbol, miembro de la UEFA y la FIFA.

## Estadísticas

### Copa Mundial de Fútbol Femenino Sub-17
| Año   | Fase            | Posición        | PJ              | PG              | PE              | PP              | GF              | GC              |
| ----- | --------------- | --------------- | --------------- | --------------- | --------------- | --------------- | --------------- | --------------- |
| 2008  | Fase de grupos  | 11.º            | 3               | 1               | 1               | 1               | 8               | 10              |
| 2010  | No se clasificó | No se clasificó | No se clasificó | No se clasificó | No se clasificó | No se clasificó | No se clasificó | No se clasificó |
| 2012  | Final           | 1.º             | 6               | 2               | 4               | 0               | 14              | 4               |
| 2014  | No se clasificó | No se clasificó | No se clasificó | No se clasificó | No se clasificó | No se clasificó | No se clasificó | No se clasificó |
| 2016  | No se clasificó | No se clasificó | No se clasificó | No se clasificó | No se clasificó | No se clasificó | No se clasificó | No se clasificó |
| 2018  | No se clasificó | No se clasificó | No se clasificó | No se clasificó | No se clasificó | No se clasificó | No se clasificó | No se clasificó |
| 2022  | Fase de grupos  | -               | 3               | 0               | 1               | 2               | 2               | 5               |
| 2024  | No se clasificó | No se clasificó | No se clasificó | No se clasificó | No se clasificó | No se clasificó | No se clasificó | No se clasificó |
| 2025  | Clasificada     | Clasificada     | Clasificada     | Clasificada     | Clasificada     | Clasificada     | Clasificada     | Clasificada     |
| Total | 4/9             | -               | 12              | 3               | 6               | 3               | 24              | 19              |

### Campeonato Europeo Femenino Sub-17 de la UEFA
| Año   | Fase                                       | Posición                                   | PJ                                         | PG                                         | PE                                         | PP                                         | GF                                         | GC                                         |
| ----- | ------------------------------------------ | ------------------------------------------ | ------------------------------------------ | ------------------------------------------ | ------------------------------------------ | ------------------------------------------ | ------------------------------------------ | ------------------------------------------ |
| 2008  | Final                                      | 2.º                                        | 2                                          | 1                                          | 0                                          | 1                                          | 3                                          | 4                                          |
| 2009  | Semifinal                                  | 3.º                                        | 2                                          | 1                                          | 0                                          | 1                                          | 4                                          | 5                                          |
| 2010  | No se clasificó                            | No se clasificó                            | No se clasificó                            | No se clasificó                            | No se clasificó                            | No se clasificó                            | No se clasificó                            | No se clasificó                            |
| 2011  | Final                                      | 2.º                                        | 2                                          | 0                                          | 1                                          | 1                                          | 2                                          | 3                                          |
| 2012  | Final                                      | 2.º                                        | 2                                          | 1                                          | 1                                          | 0                                          | 6                                          | 2                                          |
| 2013  | No se clasificó                            | No se clasificó                            | No se clasificó                            | No se clasificó                            | No se clasificó                            | No se clasificó                            | No se clasificó                            | No se clasificó                            |
| 2014  | Fase de grupos                             | 6.º                                        | 3                                          | 1                                          | 0                                          | 2                                          | 1                                          | 6                                          |
| 2015  | Semifinal                                  | 3.º                                        | 4                                          | 2                                          | 1                                          | 1                                          | 5                                          | 3                                          |
| 2016  | No se clasificó                            | No se clasificó                            | No se clasificó                            | No se clasificó                            | No se clasificó                            | No se clasificó                            | No se clasificó                            | No se clasificó                            |
| 2017  | Fase de grupos                             | 5.º                                        | 3                                          | 1                                          | 1                                          | 1                                          | 4                                          | 4                                          |
| 2018  | No se clasificó                            | No se clasificó                            | No se clasificó                            | No se clasificó                            | No se clasificó                            | No se clasificó                            | No se clasificó                            | No se clasificó                            |
| 2019  | No se clasificó                            | No se clasificó                            | No se clasificó                            | No se clasificó                            | No se clasificó                            | No se clasificó                            | No se clasificó                            | No se clasificó                            |
| 2020  | Cancelado debido a la pandemia de COVID-19 | Cancelado debido a la pandemia de COVID-19 | Cancelado debido a la pandemia de COVID-19 | Cancelado debido a la pandemia de COVID-19 | Cancelado debido a la pandemia de COVID-19 | Cancelado debido a la pandemia de COVID-19 | Cancelado debido a la pandemia de COVID-19 | Cancelado debido a la pandemia de COVID-19 |
| 2021  | Cancelado debido a la pandemia de COVID-19 | Cancelado debido a la pandemia de COVID-19 | Cancelado debido a la pandemia de COVID-19 | Cancelado debido a la pandemia de COVID-19 | Cancelado debido a la pandemia de COVID-19 | Cancelado debido a la pandemia de COVID-19 | Cancelado debido a la pandemia de COVID-19 | Cancelado debido a la pandemia de COVID-19 |
| 2022  | Semifinal                                  | 3.º                                        | 5                                          | 3                                          | 0                                          | 2                                          | 5                                          | 4                                          |
| 2023  | Final                                      | 1.º                                        | 5                                          | 4                                          | 1                                          | 0                                          | 20                                         | 5                                          |
| 2024  | Semifinal                                  | 4.º                                        | 5                                          | 2                                          | 1                                          | 2                                          | 14                                         | 11                                         |
| 2025  | Semifinal                                  | 4.º                                        | 4                                          | 1                                          | 3                                          | 0                                          | 6                                          | 4                                          |
| Total | 11/16                                      | -                                          | 37                                         | 17                                         | 9                                          | 11                                         | 70                                         | 51                                         |